# ثلاثون (فلم)
ثَلاَثُون (بالفرنسية: Trente) فيلم تاريخي تونسي من إخراج الفاضل الجزيري، بدأ تصويره في 25 سبتمبر 2007، ودام 10 أسابيع. أصدر الفيلم في ماي 2008.

## قصة الفيلم
يتحدث الفيلم عن تونس في ثلاثينات القرن العشرين (بين عامي 1924 و1935)، خاصة عن ثلاثة شبان تونسيين عاشوا في تلك الفترة، وهم الطاهر الحداد، الداعي للحرية وللمساواة بين الرجل والمرأة، وابن عمه محمد علي الحامي، مؤسس أول نقابة تونسية للعمال، وأبو القاسم الشابي، شاعر تونس الثائر.

## خصائص الفيلم
- سيناريو: الفاضل الجزيري، عروسية النالوتي.[3]
- عيار: 35 مم ألوان.[3]
- الميزانية: أكثر من مليوني (2) دينار تونسي.[4]
- عدد الممثلين: 211.[4]
- عدد الممثلين الإضافيين: 500.[4]

### وصلات خارجية
- استمع لحوار مع الفاضل الجزيري حول فيلم ثلاثون على موقع موزاييك أف أم.

## روابط خارجية
- مقالات تستعمل روابط فنية بلا صلة مع ويكي بيانات